# لويس ألبرتو مورينو (صحفي)
لويس ألبرتو مورينو (بالإسبانية: Luis Alberto Moreno؛ بالإنجليزية: Luis Alberto Moreno) هو صحفي ودبلوماسي كولومبي وأمريكي، ولد في 3 مايو 1953 في فيلادلفيا في الولايات المتحدة.

## وصلات خارجية
- لويس ألبرتو مورينو على موقع أوليمبيديا (الإنجليزية)